# Ланкастер (Висконсин)
Ланкастер (енгл. Lancaster) град је у америчкој савезној држави Висконсин.

## Демографија
По попису из 2010. године број становника је 3.868, што је 202 (-5,0%) становника мање него 2000. године.
| Група             | 2000.         | 2010.         |
| Белци             | 4.026 (98,9%) | 3.779 (97,7%) |
| Афроамериканци    | 3 (0,1%)      | 18 (0,5%)     |
| Азијати           | 12 (0,3%)     | 19 (0,5%)     |
| Хиспаноамериканци | 17 (0,4%)     | 31 (0,8%)     |
| Укупно            | 4.070         | 3.868         |